# 托尔斯滕·西尔万
托尔斯滕·西尔万（瑞典語：Torsten Sylvan，1895年1月28日—1970年4月26日），瑞典男子马术运动员。他曾代表瑞典参加1924年夏季奥林匹克运动会马术比赛，获得团体三日赛银牌和个人三日赛第九名。